# Амурские волны
«Амурские волны» — вальс (opus 12) композитора и военного капельмейстера Макса Авельевича Кюсса. Имеет оркестровые, инструментальные, хоровые и вокально-инструментальные обработки.

## История
Вальс был написан Максом Авельевичем Кюссом в 1909 году, в период его службы капельмейстером 11-го Восточно-Сибирского полка, расквартированного во Владивостоке с 1906 года. Считается, что вальс посвящён дальневосточной общественной деятельнице Вере Яковлевне Кирилленко, в которую, как утверждают некоторые источники, композитор был влюблён (композитор в это время был женат и уже имел двоих детей). По некоторым сведениям, вальс был подарен им Вере Яковлевне, которая в то время являлась членом правления владивостокского отделения «Общества повсеместной помощи пострадавшим на войне нижним чинам и их семьям» и, таким образом, внесён как благотворительный вклад.
Изначально вальс назывался «Волны Амурского залива». Именно на берегу Амурского залива находится Владивосток. Потом залив выпал из названия, и вальс стал ассоциироваться с рекой Амур.
В течение небольшого периода времени вальс стал популярен не только на Дальнем Востоке, но и в центре России. Вальс исполнялся повсеместно; ноты многократно переиздавались и активно раскупались. На обложке нотного альбома при этом размещался портрет В. Я. Кирилленко.
В 1920—1930-е годы вальс стал исполняться без указания имени автора, иногда объявлялось «Музыка народная».
Второй пик популярности вальса пришёлся на середину XX века, когда к нему был написан текст и он стал исполняться с хором. Инициатором переложения вальса для хора был руководитель ансамбля песни и пляски Дальневосточного военного округа В. А. Румянцев. Текст был написан актёром Серафимом Александровичем Поповым. Одновременно было возвращено и имя автора музыки вальса. Впоследствии текст был несколько переработан Константином Васильевым, солистом ансамбля Балтийского флота.
В последующие годы вальс стал настолько популярным, что в определённой степени заслужил право считаться музыкальным символом Восточной Сибири и Дальнего Востока: его исполнением в СССР открывались музыкальные передачи для Сибири и Дальнего Востока.
Эта традиция сохранилась: мелодия вальса является позывными для некоторых дальневосточных и восточно-сибирских радиостанций и телеканалов.
Существуют вокально-инструментальные обработки вальса; он исполняется за рубежом, в первую очередь в Китае   и Японии.